# Condado de Carroll (Georgia)
El condado de Carroll (en inglés: Carroll County) es un condado en el estado estadounidense de Georgia. En el censo de 2000 el condado tenía una población de 87 268 habitantes. La sede de condado es Carrollton. El condado es parte del área metropolitana de Atlanta.

## Historia
La tierra para los condados de Lee, Muscogee, Troup, Coweta y Carroll fue cedida por los creek en el Tratado de Indian Springs en 1825. Esta tierra era lo último que quedaba de territorio Creek en Georgia.
Los límites del condado de Carroll fueron delineados por la Asamblea General de Georgia el 19 de junio de 1825, pero no se le dio un nombre hasta el 14 de diciembre de 1826, siendo nombrado en honor a Charles Carroll de Carrollton, quien en ese entonces era el último firmante de la Declaración de Independencia que permanecía con vida. La sede de condado, Carrollton, también fue nombrada en su honor.
El condado originalmente se extendía desde el río Chattahoochee hasta la frontera con Alabama. Sin embargo, a partir del condado de Carroll se crearon los condados de Douglas y Heard. Además se cedió tierra a los condados de Haralson y Troup.

## Geografía
Según la Oficina del Censo, el condado tiene un área total de 1305 km² (504 sq mi), de la cual 1292 km² (499 sq mi) es tierra y 13 km² (5 sq mi) (0,97%) es agua.

### Condados adyacentes
- Condado de Paulding (norte)
- Condado de Douglas (este)
- Condado de Fulton (este)
- Condado de Coweta (sureste)
- Condado de Heard (sur)
- Condado de Randolph, Alabama (suroeste)
- Condado de Cleburne, Alabama (oeste)
- Condado de Haralson (noroeste)

## Autopistas importantes
- Interestatal 20
- U.S. Route 27
- U.S. Route 78
- Ruta Estatal de Georgia 1
- Ruta Estatal de Georgia 5
- Ruta Estatal de Georgia 16
- Ruta Estatal de Georgia 61
- Ruta Estatal de Georgia 100
- Ruta Estatal de Georgia 113
- Ruta Estatal de Georgia 166

## Demografía
En el  censo de 2000, hubo 87 268 personas, 31 568 hogares y 23 013 familias residiendo en el condado. La densidad poblacional era de 175 personas por milla cuadrada (68/km²). En el 2000 había 34 067 unidades unifamiliares en una densidad de 68 por milla cuadrada (26/km²). La demografía del condado era de 80,52% blancos, 16,32% afroamericanos, 0,27% amerindios, 0,62% asiáticos, 0,02% isleños del Pacífico, 1,12% de otras razas y 1,14% de dos o más razas. 2,57% de la población era de origen hispano o latino de cualquier raza. 
La renta promedio para un hogar del condado era de $38 799 y el ingreso promedio para una familia era de $44 642. En 2000 los hombres tenían un ingreso medio de $33 102 versus $22 538 para las mujeres. La renta per cápita para el condado era de $17 656 y el 13,70% de la población estaba bajo el umbral de pobreza nacional.

## Ciudades y pueblos
- Bowdon
- Bremen
- Carrollton
- Mount Zion
- Roopville
- Temple
- Villa Rica
- Whitesburg